# Пакистан на літніх Олімпійських іграх 2012
Пакистан на літніх Олімпійських іграх  2012 представляв 21 спортсмен у 4 видах спорту. Пакистанські спортсмени не здобули жодної олімпійської медалі.